# Mario Mollá
Mario Mollá Yanes (Barcelona, 13 de abril de 2002) es un deportista español que compite en natación, especialista en los estilos libre y mariposa.
En el Campeonato Mundial de Natación de 2024 disputó cinco finales: sexto en 50 m mariposa, séptimo en 100 m mariposa, quinto en 4 × 100 m estilos y octavo en 4 × 100 m libre y en 4 × 200 m libre.
Participó en los Juegos Olímpicos de París 2024, ocupando el noveno lugar en el relevo 4 × 100 m libre y el vigesimoquinto en los 100 m mariposa.
Entrena en Estados Unidos con el equipo Virginia Tech del Instituto Politécnico y Universidad Estatal de Virginia, bajo la dirección del exnadador Sergi López, en donde estudió el grado de Comunicaciones.